# Gare de Kitchener
La gare de Kitchener est une gare ferroviaire à Kitchener en Ontario. Elle est desservie par des trains de banlieue de la ligne Kitchener, ainsi que le train de Via Rail Canada entre Toronto et Sarnia. La gare est également desservie par des autobus de GO Transit et Grand River Transit. La gare est située au coin de Weber Street et Victoria Street au centre-ville de Kitchener. L'arrêt du tramway Ion de Waterloo se trouve 700 mètres à l'ouest de la gare, où la future gare centrale de Kitchener sera aménagée.

## Situation ferroviaire
La gare est située à la borne 62,7 milles (100,9 km) de la subdivision Guelph de Metrolinx, entre les gares de Stratford et de Guelph. Un droit de passage est accordé au Canadien National pour les trains de fret sur la ligne.
À l'ouest de la gare de Guelph, le train ralentit tout de suite en traversant un quartier résidentiel où les maisons font face aux voies. Les choses ne s'accélèrent pas à nouveau jusqu'à ce que la ligne traverse l'autoroute Hanlon, mais c'est ensuite une course rapide à travers les cantons de Puslinch et Woolwich. Après avoir traversé le village de Breslau (où une gare peut être construite pour offrir des installations de stationnement incitatif à la région de Waterloo), la ligne traverse la rivière Grand pour entrer dans la ville de Kitchener.
La gare de Kitchener est un bâtiment ancien qui a vu passer des trains de voyagers pendant des décennies. L'arrivée de GO a nécessité un prolongement important du quai vers l'est, presque jusqu'à Margaret Avenue, et la fermeture de Ahrens Street, de l'autre côté des voies. Le bâtiment de la gare demeure ouvert en tant que salle d'attente et billetterie, mais ses jours sont peut-être comptés. En 2011, la région de Waterloo s'est engagée à construire un nouveau centre de transport au coin de King Street et Victoria Street. Ce nouveau terminus intermodal permettrait de relier les autobus urbains aux autobus interurbains ainsi qu'aux trains de GO Transit et de Via Rail. D'autres travaux liés au tramway de la région de Waterloo ont nécessité la construction de nouveaux passages souterrains là où se trouvaient les passages à niveau.

## Histoire
En 1856, le Grand Tronc était en train de pousser vers l'ouest, en prolongeant sa ligne entre Toronto et Brampton. Le premier train du Grand Tronc est arrivé à Guelph le 30 janvier. Le 18 juin, le premier train arriva à Kitchener (alors appelée Berlin) avec 150 passagers. La première gare de Berlin a ouvert peu après, le 1er juillet. Le chemin de fer a été prolongé au-delà de Berlin jusqu'à St. Marys Junction en 1858, et jusqu'à Sarnia en 1859.
En 1857, peu après l'arrivée du Grand Tronc, le Great Western Railway est également arrivé à Berlin par l'intermédiare de sa filiale, le Preston and Berlin Railway. Cet embranchement, dont la section nord existe toujours sous la forme de l'embranchement Huron Park du CN, reliait les lignes principales nord du Grand Tronc et su du Great Western à une jonction située à l'ouest de la nouvelle gare de Kitchener du Grand Tronc, près de King Street. Le Great Western a commencé à construire sa propre gare en bois près de la jonction et a acheté un terrain près de la gare du Grand Tronc, ce qui lui permettrait d'aménager des gares adjacentes ou une future gare unifiée. Cependant, le service sur la ligne du Preston and Berlin a pris fin quelques mois seulement après son lancement en raison de l'effondrement catastrophique de son pont sur la rivière Grand, et les plans d'une gare commune n'ont jamais porté leurs fruits.
Le Grand Tronc a construit le bâtiment actuel de la gare en 1897 pour remplacer le bâtiment original, plus petit, construit en 1856. Le bâtiment de la gare comprenait à l'origine une tour d'horloge gothique proéminente. Une deuxième tour a été ajoutée à la gare après un incendie en 1908. En 1916, la ville de Berlin a été renommée Kitchener, et la gare a été renommée en conséquence.
Après la Première Guerre mondiale, le Grand Tronc et plusieurs autres chemins de fer en difficulté financière ont été nationalisés et fusionnés au sein de la Compagnie des chemins de fer nationaux du Canada (CN). La subdivision Guelph était une ligne principale secondaire pour les trains en provenance de Chicago, du Michigan, et de l'ouest de l'Ontario à destination de Toronto et de l'est. La gare de Kitchener desservait les trains internationaux tels que le Maple Leaf (Chicago-Port Huron-Toronto), ainsi que de nombreux trains régionaux.
En 1966, le Canadien National, qui était alors propriétaire de la gare, a enlevé la tour de l'horloge et les autres éléments du toit. En 1983, le CN a menacé de démolir la gare, mais Via Rail, qui avait assumé la responsabilité des services voyageurs du CN en 1978, a choisi de la conserver. En vertu des dispositions de la Loi sur la protection des gares ferroviaires patrimoniales du Canada, elle a été désignée une gare ferroviaire patrimoniale le 15 février 1994.
En 1990 et 2004, Kitchener a été desservi par le service conjointement exploité par Via Rail et Amtrak entre Chicago et Toronto.
En novembre 2010, Metrolinx a annoncé qu'un déploiement partiel du service de train GO serait en place à la fin de 2011. Deux trains quotidiens de la lignes Kitchener desservaient Acton, Guelph et Kitchener, avec une escale pour ces trains dans une petite installation à Kitchener. 18 millions de dollars ont été dépensés pour rendre cette première étape opérationnelle, d'autres améliorations étant prévues. Le service a commencé le 19 décembre, ne desservant que Kitchener et Guelph pour commencer. La gare d'Acton a été mise en service en 2013.
En septembre 2021, Metrolinx a annoncé le lancement d'un projet pilote prolongeant un seul train vers l'ouest de Kitchener à London, desservant des arrêts à Stratford et à St-Marys.

## Service aux voyageurs

### Accueil
La gare de Kitchener n'a pas de personnel de GO Transit, mais la billetterie de Via Rail est ouverte tous les jours entre 11h15 et 15h, et entre 16h et 19h45. Plusieurs options de libre-service sont disponibles pour monter à bord du train GO. Les clients peuvent acheter un billet papier dans un distributeur automatique de billets, charger leur carte Presto dans un distributeur automatique de billets compatible avec Presto, acheter un billet électronique à partir de leur téléphone intelligent, ou utiliser le valideur avec une carte de crédit sans contact (tarif adulte seulement) ou une carte Presto.
La gare est équipée d'une salle d'attente, des abris de quai chauffés, d'un téléphone payant, de Wi-Fi, et d'un guichet automatique bancaire. La gare est accessible aux fauteuils roulants.
La carte Presto n'est pas acceptée pour un trajet au-delà de la gare de Kitchener. Les passagers de GO Transit qui prennent un train vers Stratford, St-Marys ou London doivent acheter un billet sur le site web de GO Transit, et valider le billet dans leur téléphone cellulaire.

### Desserte
Le matin en semaine, six trains partent de la gare de Kitchener vers Toronto et un train en provenance de London s'arrête à Kitchener. Un train part de cette gare à la fin du matin, un autre à l'après-midi et un le soir. Deux trains se terminent à cette gare en milieu de semaine, cinq à l'heure de pointe de l'après-midi, et un trains en soirée. Un train de l'après-midi continue vers la gare de London. Le week-end et les jours fériés, un service de bus est proposé toutes les heures entre l'université de Waterloo, la gare de Kitchener et la gare de Bramalea, avec un service de train de correspondance pour la gare Union de Toronto.
La gare de Kitchener est un arrêt intermédiaire sur le service de train de Via Rail entre Toronto, London et Sarnia. Le service consiste en un seul aller-retour par jour.

### Intermodalité

#### GO Transit
- 30 Kitchener - Bramalea (tous les jours)
  - Direction ouest vers l'Université de Waterloo
  - Direction est vers la gare de Bramalea

#### Grand River Transit
- 8 Weber
- 34 Bingemans
- 204 iXPress Highland-Victoria

Le tramway Ion de Waterloo dessert l'arrêt sur King Street juste au nord de Victoria Street, 700 mètres à l'ouest de la gare.
Les passagers de Grand River Transit peuvent se rendre à la gare de Kitchener et en revenir gratuitement avec Grand River Transit. Les passagers peuvent s'inscrire au programme Connect-to-GO en utilisant leur carte EasyGO. Les clients qui se rendent à la gare de Kitchener doivent valider leur carte EasyGO lorsqu'ils montent à bord d'un bus ou d'un tramway, puis la valider à nouveau au valideur situé à la gare ferroviaire. Les clients se rendant à la gare ferroviaire doivent présenter leur carte EasyGO au valideur situé à la gare ferroviaire, puis la présenter à nouveau lorsqu'ils montent à bord d'un bus ou d'un tramway.
À partir du 31 mars 2023, les clients ne pourront pas présenter leur carte Presto ou leur billet unitaire de GO Transit, et ils devront utiliser leur carte EasyGO pour correspondre gratuitement. Le programme n'est disponible que pour le train GO et non pour les bus GO.

#### PC Connect
- 1 Kitchener/Waterloo - Elmira - Listowel (lundi au samedi)
  - Direction nord vers Listowel Technology Inc.
- 2 Kitchener/Waterloo - Stratford - St. Marys (lundi au samedi)
  - Direction ouest vers l'hôpital Memorial de St. Marys

Les passagers de PC Transit peuvent télécharger une application de Blaise Transit, visiter le site web, ou composer le 1-888-465-0783 afin de réserver une place. Ils peuvent se présenter et monter à bord le bus avec ou sans réservation. Le tarif est 12 $ pour adultes, et 10 $ pour aînés (60 ans et plus) et étudiants.